# Mellösa
Mellösa – miejscowość (tätort) w Szwecji, w regionie administracyjnym (län) Södermanland (gmina Flen).
W 2015 roku Mellösa liczyła 505 mieszkańców.

## Położenie
Położona w prowincji historycznej (landskap) Södermanland nad jeziorem Mellösasjön, ok. 5 km na północ od Flen przy linii kolejowej Kolbäck – Eskilstuna – Oxelösund (jeden z trzech  odcinków linii Sala – Oxelösund).
Kilka kilometrów na zachód od Mellösy znajduje się posiadłość Harpsund, od 1953 roku rezydencja rekreacyjna i reprezentacyjna premierów Szwecji.

## Demografia
Liczba ludności tätortu Mellösa w latach 1960–2015: